# Causses-et-Veyran
Causses-et-Veyran (en occitan Causses e Vairan) est une commune française située dans le sud-ouest du département de l'Hérault, en région Occitanie.
Exposée à un climat méditerranéen, elle est drainée par l'Orb, le Rieutort, le ruisseau de Landeyran et par divers autres petits cours d'eau. La commune possède un patrimoine naturel remarquable composé d'une zone naturelle d'intérêt écologique, faunistique et floristique.
Causses-et-Veyran est une commune rurale qui compte 620 habitants en 2022.  Elle fait partie de l'aire d'attraction de Béziers. Ses habitants sont appelés les Causseranais ou  Causseranaises.

## Géographie

### Situation

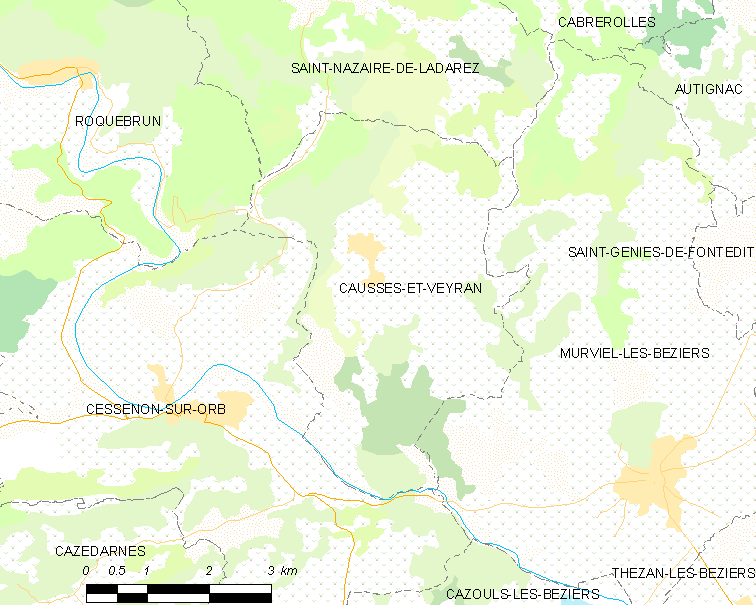
Carte de situation.

Causses-et-Veyran est un village du Languedoc situé sur la route départementale D19 entre Murviel-lès-Béziers et Roquebrun.
Le territoire de Causses atteint les rives de l’Orb. Il est dominé par le Puech du Mont Peyroux.
Causses-et-Veyran comporte : le centre du village (avec son cœur), la mairie, les écoles, de nouveaux lotissements, un hameau principal (Veyran) ainsi que quelques propriétés.

### Communes limitrophes
| Roquebrun        | Saint-Nazaire-de-Ladarez |                     |
| Cessenon-sur-Orb | Causses-et-Veyran        | Murviel-lès-Béziers |
|                  |                          |                     |

### Géologie
Le village de Causses est installé sur un plateau argilo-calcaire du pliocène.

### Climat
Pour des articles plus généraux, voir Climat de l'Occitanie et Climat de l'Hérault.
En 2010, le climat de la commune est de type climat méditerranéen franc, selon une étude s'appuyant sur une série de données couvrant la période 1971-2000. En 2020, Météo-France publie une typologie des climats de la France métropolitaine dans laquelle la commune est exposée à un climat méditerranéen et est dans la région climatique  Provence, Languedoc-Roussillon, caractérisée par une pluviométrie faible en été, un très bon ensoleillement (2 600 h/an), un été chaud (21,5 °C), un air très sec en été, sec en toutes saisons, des vents forts (fréquence de 40 à 50 % de vents > 5 m/s) et peu de brouillards.
Pour la période 1971-2000, la température annuelle moyenne est de 14,2 °C, avec une amplitude thermique annuelle de 16 °C. Le cumul annuel moyen de précipitations est de 799 mm, avec 6,2 jours de précipitations en janvier et 2,6 jours en juillet. Pour la période 1991-2020, la température moyenne annuelle observée sur la station météorologique la plus proche, située sur la commune de Murviel-lès-Béziers à 6,01 km à vol d'oiseau, est de 0,0 °C et le cumul annuel moyen de précipitations est de 0,0 mm,. Pour l'avenir, les paramètres climatiques de la commune estimés pour 2050 selon différents scénarios d'émission de gaz à effet de serre sont consultables sur un site dédié publié par Météo-France en novembre 2022.

### Milieux naturels et biodiversité

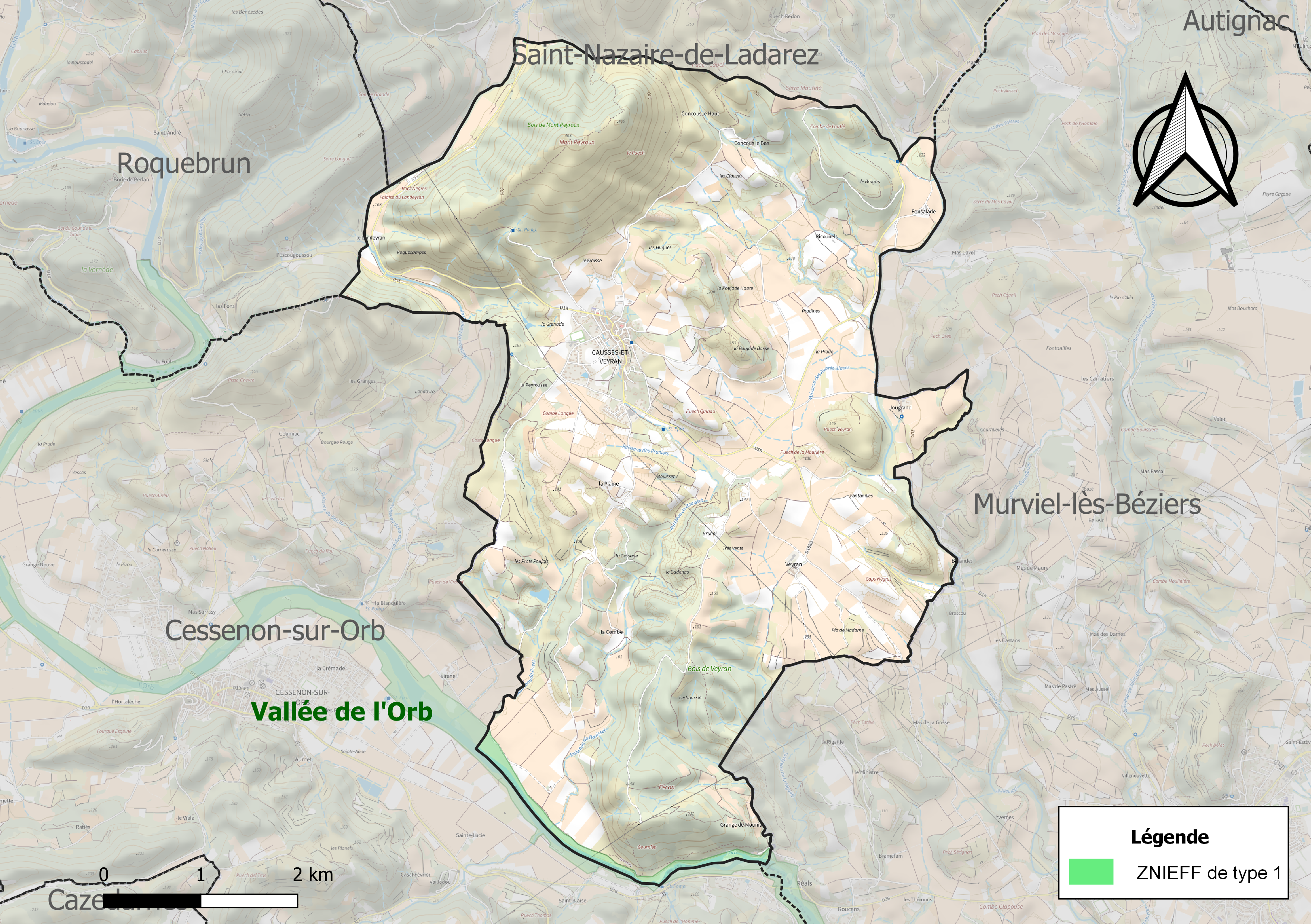
Carte de la ZNIEFF de type 1 localisée sur la commune.

L’inventaire des zones naturelles d'intérêt écologique, faunistique et floristique (ZNIEFF) a pour objectif de réaliser une couverture des zones les plus intéressantes sur le plan écologique, essentiellement dans la perspective d’améliorer la connaissance du patrimoine naturel national et de fournir aux différents décideurs un outil d’aide à la prise en compte de l’environnement dans l’aménagement du territoire.
Une ZNIEFF de type 1 est recensée sur la commune :
la « vallée de l'Orb » (634 ha), couvrant 8 communes du département.

## Urbanisme

### Typologie
Au 1er janvier 2024, Causses-et-Veyran est catégorisée commune rurale à habitat dispersé, selon la nouvelle grille communale de densité à sept niveaux définie par l'Insee en 2022.
Elle est située hors unité urbaine. Par ailleurs la commune fait partie de l'aire d'attraction de Béziers, dont elle est une commune de la couronne,. Cette aire, qui regroupe 53 communes, est catégorisée dans les aires de 50 000 à moins de 200 000 habitants,.

### Occupation des sols
L'occupation des sols de la commune, telle qu'elle ressort de la base de données européenne d’occupation biophysique des sols Corine Land Cover (CLC), est marquée par l'importance des territoires agricoles (52,4 % en 2018), en diminution par rapport à 1990 (53,4 %). La répartition détaillée en 2018 est la suivante : 
cultures permanentes (47 %), milieux à végétation arbustive et/ou herbacée (27,5 %), forêts (17,5 %), zones agricoles hétérogènes (5,4 %), zones urbanisées (2,5 %). L'évolution de l’occupation des sols de la commune et de ses infrastructures peut être observée sur les différentes représentations cartographiques du territoire : la carte de Cassini (XVIIIe siècle), la carte d'état-major (1820-1866) et les cartes ou photos aériennes de l'IGN pour la période actuelle (1950 à aujourd'hui).

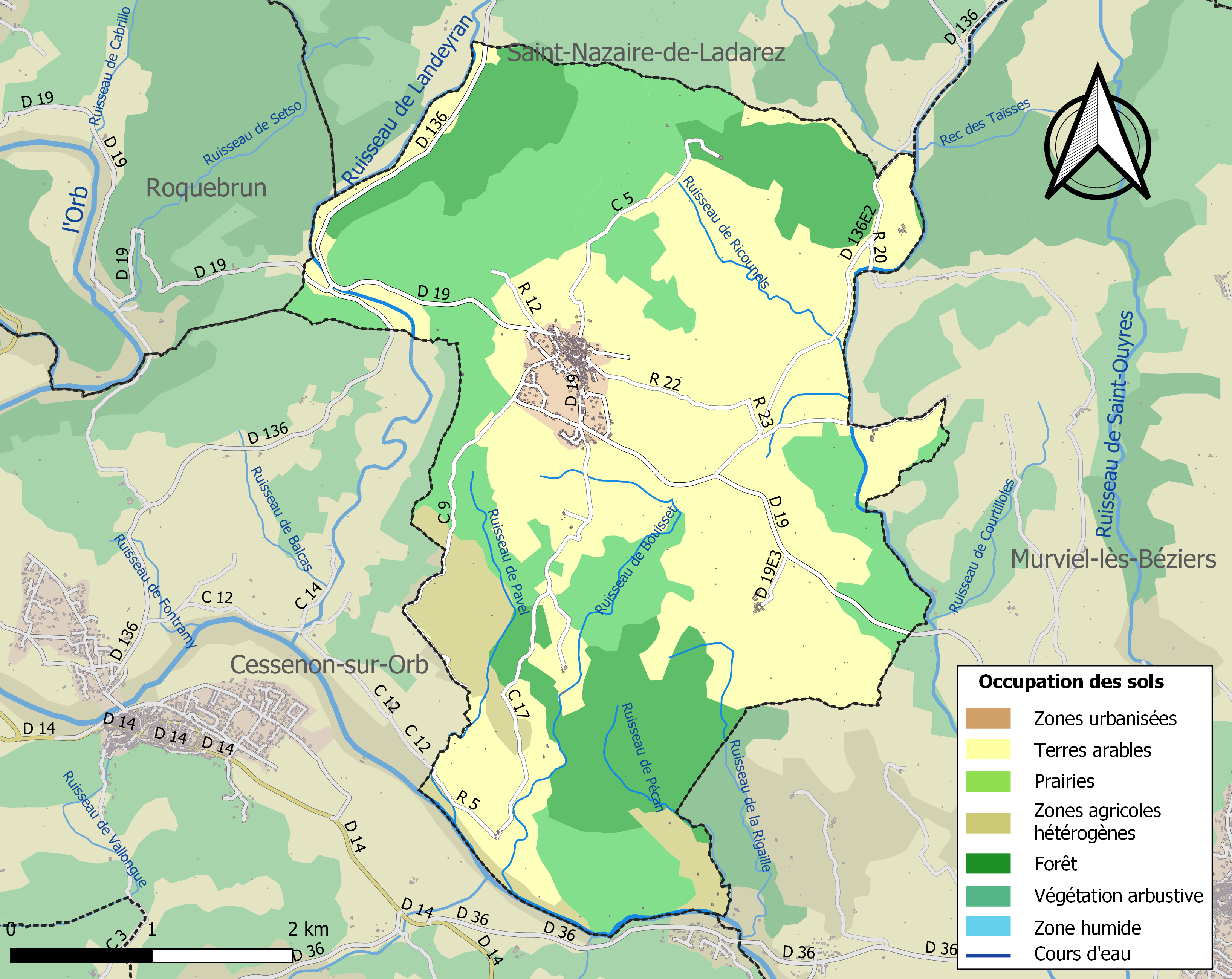
Carte des infrastructures et de l'occupation des sols de la commune en 2018 (CLC).

### Voies de communication et transports

#### Voies routières
La D19 assure la liaison avec Béziers.

#### Transports en commun
Hérault Transport assure la liaison avec Béziers via la ligne 644.

### Risques majeurs
Le territoire de la commune de Causses-et-Veyran est vulnérable à différents aléas naturels : météorologiques (tempête, orage, neige, grand froid, canicule ou sécheresse), inondations, feux de forêts et séisme (sismicité faible). Il est également exposé à un risque technologique, la rupture d'un barrage. Un site publié par le BRGM permet d'évaluer simplement et rapidement les risques d'un bien localisé soit par son adresse soit par le numéro de sa parcelle.

#### Risques naturels
Certaines parties du territoire communal sont susceptibles d’être affectées par le risque d’inondation par débordement de cours d'eau, notamment l'Orb, le ruisseau de Landeyran et le Rieutort. La commune a été reconnue en état de catastrophe naturelle au titre des dommages causés par les inondations et coulées de boue survenues en 1982, 1984, 1992, 1995 et 1996,.
Causses-et-Veyran est exposée au risque de feu de forêt. Un plan départemental de protection des forêts contre les incendies (PDPFCI) a été approuvé en juin 2013 et court jusqu'en 2022, où il doit être renouvelé. Les mesures individuelles de prévention contre les incendies sont précisées par deux arrêtés préfectoraux et s’appliquent dans les zones exposées aux incendies de forêt et à moins de 200 mètres de celles-ci. L’arrêté du 25 avril 2002 réglemente l'emploi du feu en interdisant notamment d’apporter du feu, de fumer et de jeter des mégots de cigarette dans les espaces sensibles et sur les voies qui les traversent sous peine de sanctions. L'arrêté du 11 mars 2013 rend le débroussaillement obligatoire, incombant au propriétaire ou ayant droit,.

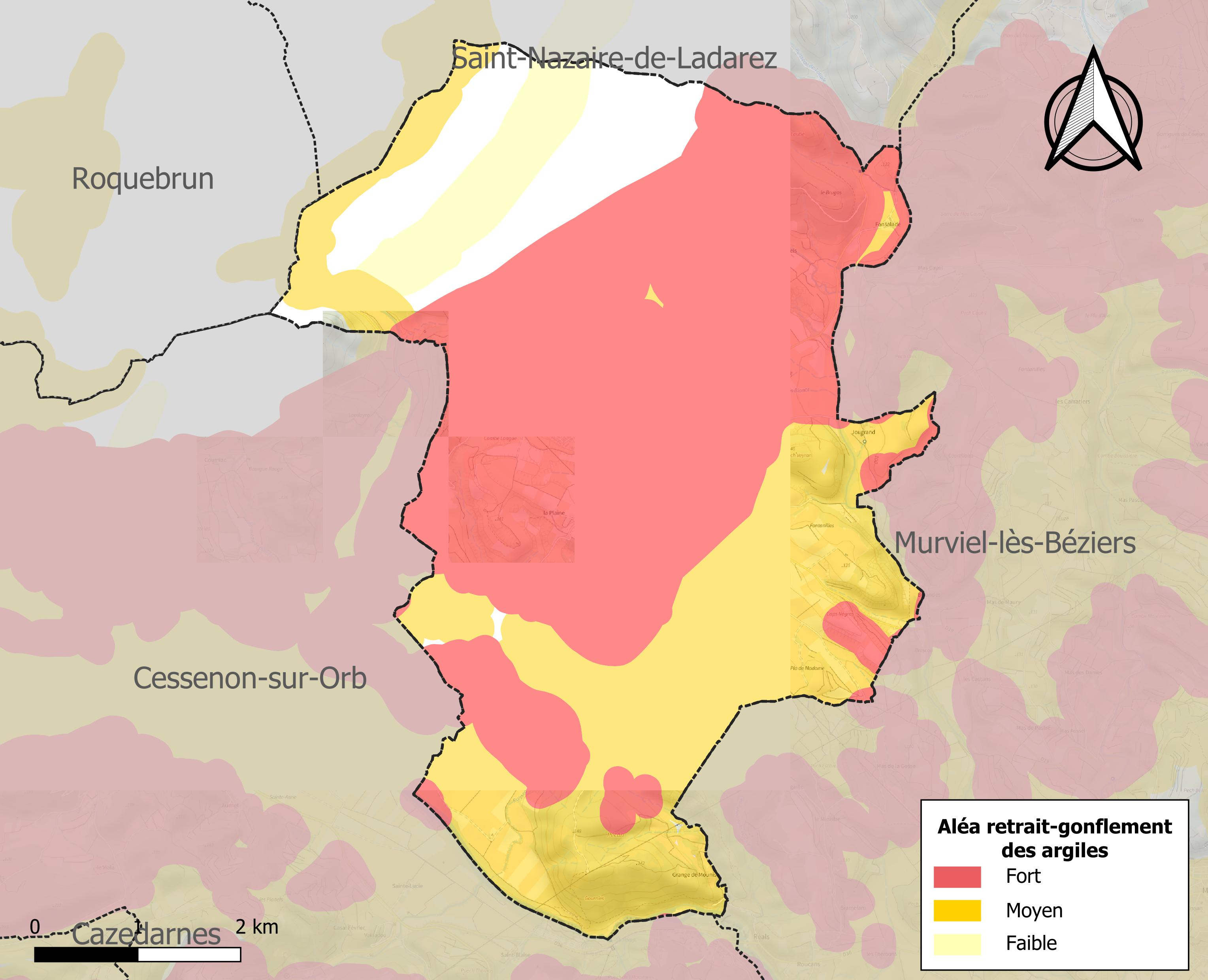
Carte des zones d'aléa retrait-gonflement des sols argileux de Causses-et-Veyran.

Le retrait-gonflement des sols argileux est susceptible d'engendrer des dommages importants aux bâtiments en cas d’alternance de périodes de sécheresse et de pluie. 85,4 % de la superficie communale est en aléa moyen ou fort (59,3 % au niveau départemental et 48,5 % au niveau national). Sur les 407 bâtiments dénombrés sur la commune en 2019, 406 sont en aléa moyen ou fort, soit 100 %, à comparer aux 85 % au niveau départemental et 54 % au niveau national. Une cartographie de l'exposition du territoire national au retrait gonflement des sols argileux est disponible sur le site du BRGM,.
Par ailleurs, afin de mieux appréhender le risque d’affaissement de terrain, l'inventaire national des cavités souterraines permet de localiser celles situées sur la commune.

#### Risques technologiques
La commune est en outre située en aval du Barrage des monts d'Orb, un ouvrage de classe A sur l'Orb, mis en service en 1961 et disposant d'une retenue de 30,6 millions de mètres cubes. À ce titre elle est susceptible d’être touchée par l’onde de submersion consécutive à la rupture de cet ouvrage.

## Toponymie
Le nom du village est formé de deux lieux :
1. Causses : de Caucio (1199), du latin calx : la chaux, pierre à chaux. On trouve en 1210 la villa Cauciana.
2. Veyran : nom d’homme Avarius, Varius ou Verius et suffixe anum (d’appropriation). 804 Venraneges, 990 villa Vairago, 1182 castrum de Verano.

Dès 1625, les deux noms paraissent ensemble : Causses et Vairan. En 1760, le nom de Causses et Veyran est fixé.

## Histoire

### Préhistoire
Le petit plateau sur lequel est bâti le village de Causses garde des traces d’une présence humaine vieille de près de quatre millénaires. Des urnes funéraires, datées de -2700 ans (âge du fer) ont été découvertes à côté de Fonsalade (les Pradines), en 1999. On trouve également une station néolithique sur le Pech du mont Peyroux.

### Antiquité
La présence romaine persiste sous la forme de deux piliers cylindriques, plantés au beau milieu d’une vigne. De multiples théories ont essayé de donner un sens à leur présence sans réel succès.
Les recherches sur les « Techniques hydrauliques antiques oubliées ou disparues » de Roland Haurillon et les fouilles archéologiques qu’il a menées à Causses et Veyran en 2015 ont définitivement levé le voile sur ces curieuses piles. Elles faisaient partie d’un réseau d’irrigation depuis la source des Robinets, qui existe toujours dans le village, jusqu’au site de la villa romaine de La Plecho, en passant par le Champ de Plomb. Elles permettaient de transporter l’eau sous pression, par une conduite souterraine en plomb à travers un large vallon, sans risquer « le coup de bélier » bien connu des plombiers : six colonnes de pierre en opus quadratum, alignées et espacées de 70 m et dont la plus haute s’élevait à 17 m, faisaient remonter l’eau dans des bassins d’air situés à leur sommet selon le système du siphon inversé. Le plomb a disparu, mais les fouilles ont mis au jour les murets de fondation de ces conduites reliant les colonnes, comprenant tous les 3 m des plots maçonnés correspondant aux raccords des tuyaux en plomb, et de chaque côté des colonnes des plots correspondant aux coudes dirigeant la conduite vers le sommet des colonnes.
Au lieu d’imaginer des tours trophées romaines ou un aqueduc irréalisable en bois, que n’a-t-on écouté attentivement les vieux du village, qui nous parlaient de la « source des robinets » (les robinets qui se greffaient le long de la conduite), des « pilas » (en occitan « bassins de pierre ») et du fameux « champ de plomb. »
Ce dispositif bien connu de la Rome antique, appelé « souterazi » par les Ottomans, existe à Pompéi, en Turquie, à Alger, en Espagne. On en recense de rares vestiges en France.
Des tombes wisigothiques sont présentes à Varailhac, Veyran et le village de Causses.
Au hameau de Veyran, la présence des Wisigoths sur le site est attestée par la découverte de tombes à lauzes orientées et de cercueils en plomb.

### Moyen Âge
La seigneurie.
On possède peu d’informations sur le château de Causses, il dépend de la châtellenie de Cessenon.
Il est cité en 1199 comme « castrum de Caucio ».
En 1406, ses propriétaires Raymond de Cabrières et Veziade d’Anduze donnent à l’Aumône du chapitre de la cathédrale Saint-Just de Narbonne, « trois parts du château de Causses avec toutes leurs appartenances, la borie de Pradines et le bois de Mont Peyroux audit terroir ».
Le village de Causses s’enroule en spirale autour de l’église et du château, tous deux étroitement imbriqués.
Au Moyen Âge, la paroisse est liée au chapitre de Narbonne et le village de Causses fait partie de la châtellenie de Cessenon, une des plus importantes (30000 ha) de la vicomté de Béziers.
Autour, tout appartient à Murviel : Veyran, Jougran, Saint-Nazaire-de-Ladarez…
On trouve un temps trace d’une famille seigneuriale : la famille Fraissinet de Vessas est connue à Saint-Gervais-sur-Mare, près de Bédarieux, à Cessenon. Mais il faut savoir que la châtellenie de Cessenon possédait tout un réseau de petits châteaux gouvernés par des baillis. Les baillis de Causses sont issus de la famille Guibert. En 1555, Jacques Guibert alors bailli de Roquebrun devient bailli de Causses. La famille exercera ces fonctions jusqu’en 1650.
Cette famille avec d’autres familles possédantes sont un véritable contre-pouvoir. Elles possèdent l’essentiel des richesses de ce terroir : céréales, vignes, oliviers, vergers, forêts, pâtures, maisons, moulins… Ces familles forment le conseil de la communauté villageoise qui se réunit une fois par an, en présence du châtelain, pour élire les consuls. Ils sont au nombre de trois et le 1er prend le nom de maire.
Ces consuls sous autorité plus ou moins grande du bailli participent à l’élaboration du compoix, fixent impôts et taxes, nomment le garde champêtre, interviennent dans la justice et la police ou font appel au sénéchal en cas d’impossibilité à résoudre un conflit.

### Époque contemporaine
Au début du XIXe siècle, le hameau de Veyran jusque-là propriété des seigneurs de Murviel est vendu par le mari de la marquise Ursule Spinola, baronne des états du Languedoc et dernière seigneuresse de Murviel, après le décès de celle-ci. Le château et les terres de Veyran sont vendus à un autre Murveillois, Pélissier. L’ensemble sera ensuite démembré vers 1860.
Le prieuré a récemment été restauré par Gabriel Gondard. Au cours de cette restauration, des reliques ont été découvertes dans un mur. Une statue de saint Sever a ensuite été placée dans une niche.

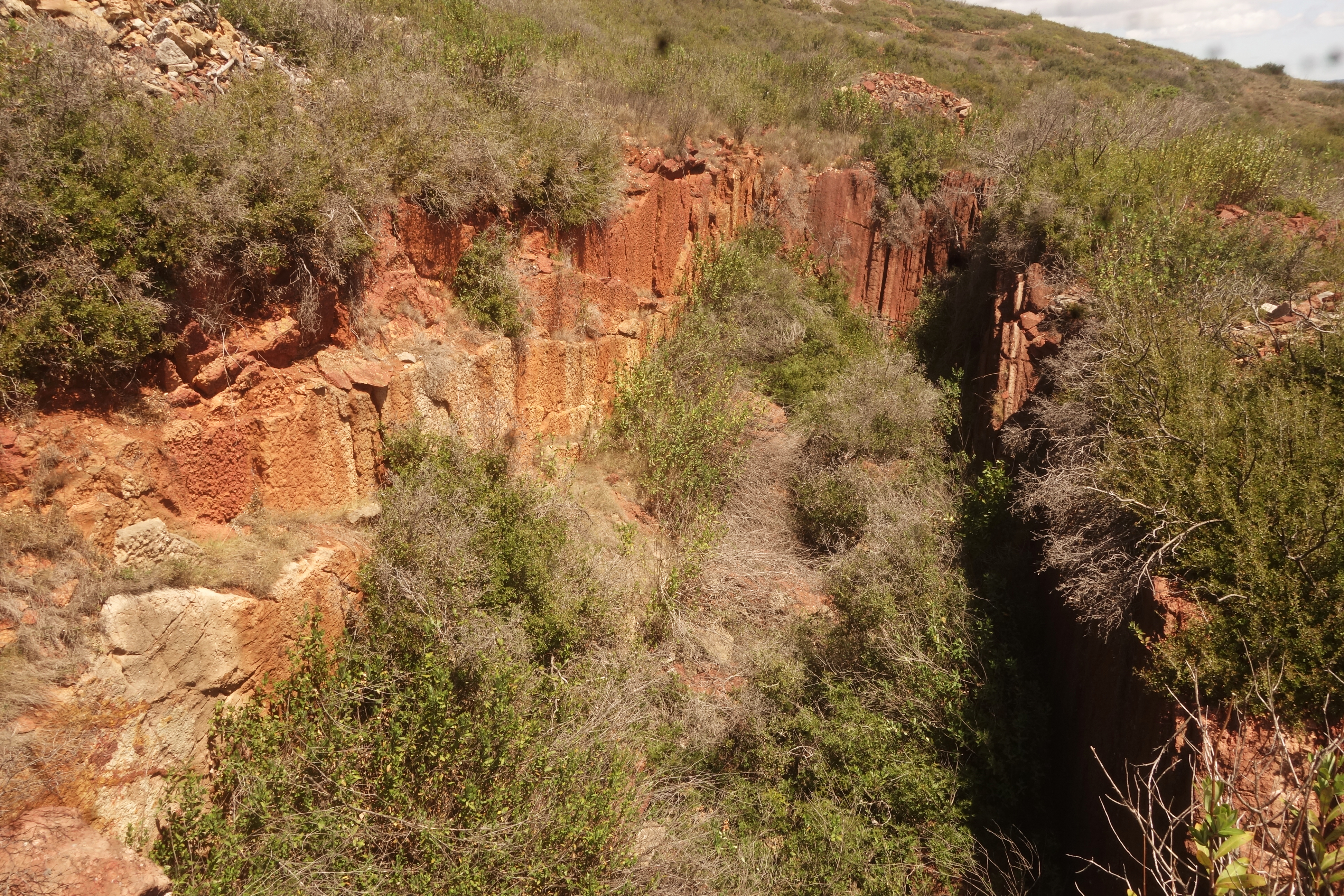
Carrière de marbre incarnat du Puech.

Une carrière de marbre incarnat sera encore exploitée vers 1880. On trouve d'ailleurs de nombreux encadrements en marbre dans le village.

## Population et société
Causses absorbe la commune de Veyran entre 1790 et 1794.

### Démographie

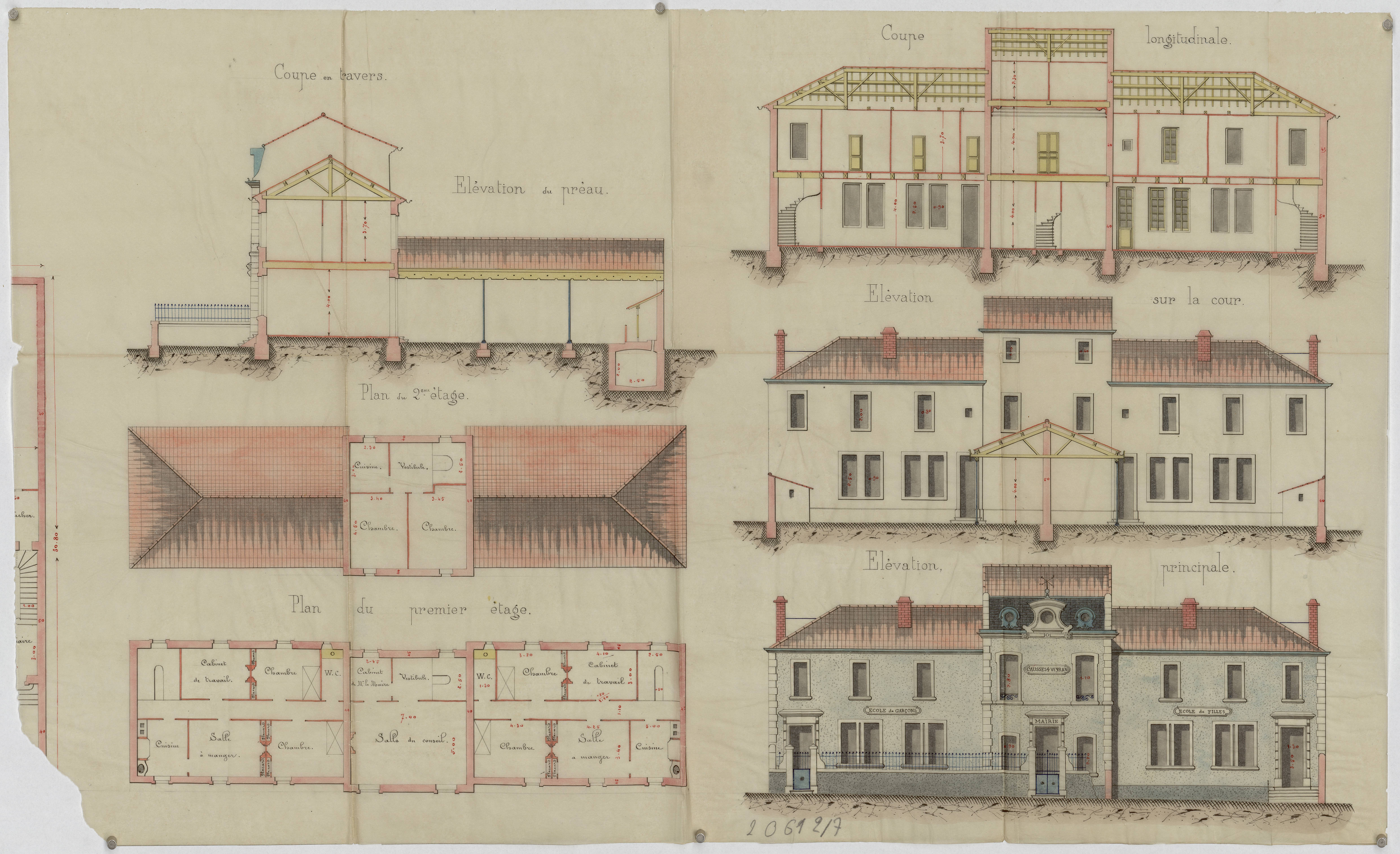
Plan de construction du groupe scolaire et de la mairie (1893)

L'évolution du nombre d'habitants est connue à travers les recensements de la population effectués dans la commune depuis 1793. Pour les communes de moins de 10 000 habitants, une enquête de recensement portant sur toute la population est réalisée tous les cinq ans, les populations de référence des années intermédiaires étant quant à elles estimées par interpolation ou extrapolation. Pour la commune, le premier recensement exhaustif entrant dans le cadre du nouveau dispositif a été réalisé en 2005.

En 2022, la commune comptait 620 habitants, en évolution de +3,16 % par rapport à 2016 (Hérault : +7,49 %, France hors Mayotte : +2,11 %).
| 1793 | 1800 | 1806 | 1821 | 1831 | 1836 | 1841 | 1846 | 1851 |
| ---- | ---- | ---- | ---- | ---- | ---- | ---- | ---- | ---- |
| 419  | 313  | 362  | 460  | 540  | 560  | 581  | 570  | 565  |

| 1856 | 1861 | 1866 | 1872 | 1876 | 1881 | 1886 | 1891 | 1896 |
| ---- | ---- | ---- | ---- | ---- | ---- | ---- | ---- | ---- |
| 528  | 600  | 659  | 720  | 823  | 736  | 645  | 636  | 715  |

| 1901 | 1906 | 1911 | 1921 | 1926  | 1931  | 1936  | 1946 | 1954 |
| ---- | ---- | ---- | ---- | ----- | ----- | ----- | ---- | ---- |
| 848  | 850  | 825  | 922  | 1 005 | 1 004 | 1 011 | 767  | 733  |

| 1962 | 1968 | 1975 | 1982 | 1990 | 1999 | 2005 | 2006 | 2010 |
| ---- | ---- | ---- | ---- | ---- | ---- | ---- | ---- | ---- |
| 678  | 612  | 503  | 503  | 504  | 546  | 574  | 593  | 633  |

| 2015 | 2020 | 2022 | - | - | - | - | - | - |
| ---- | ---- | ---- | - | - | - | - | - | - |
| 601  | 627  | 620  | - | - | - | - | - | - |

### Enseignement
L'école publique comporte pour l'année 2009/2010 deux classes, l'une pour les maternelles et les CP l'autre pour les élèves du CE1 au CM2. La cantine est assurée par un transport en bus au collège.

## Politique et administration

### Maires de Causses-et-Veyran
- 1792-1794 : Jean-Pierre Calar
- 1794-1800 : Joseph Villebrun
- 1800-1801 : Pierre Esteve  *
- 1801-1805 : Louis Cabanon

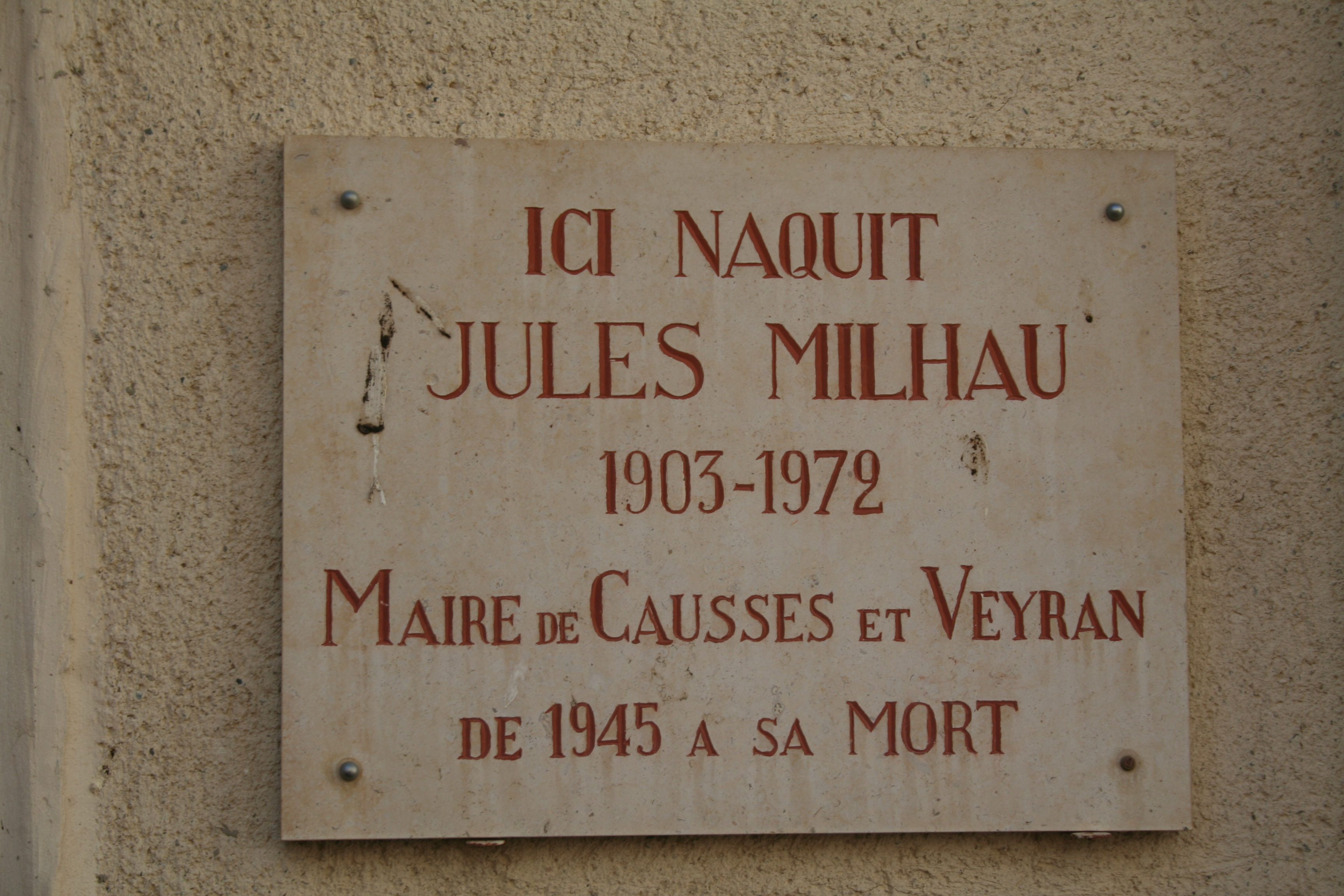
Plaque sur la maison natale de Jules Milhau

- 1805-1809 : Jean-Pierre Xavier de Lautrec
- 1809-1814 : Pierre Esteve
- 1814-1815 : Clément Pelissier
- 1815-1824 : Jean-Pierre Xavier de Lautrec
- 1824-1826 : Barthelemy Abbal
- 1826-1829 : François Farang  **
- 1829-1829 : Jean-Pierre Marie de Lautrec  **
- 1829-1832 : Clément Pelissier
- 1833-1840 : Jean-Toussaint Ferret
- 1840-1843 : Étienne Barthes
- 1843-1847 : Jean Alexis Guy
- 1848-1849 : Pierre Robbert
- 1849-1860 : Jean-Pierre René Villebrun
- 1860-1878 : Édouard Émilien Granier
- 1878-1887 : Joseph Tisia Abbal
- 1887-1892 : Émile Jany
- 1882-1912 : Félix Jany
- 1912-1915 : Clément Jany
- 1915-1917 : Émile Bascou   ***
- 1917-1919 : Clément Jany
- 1919-1944 : Raymond Guibert
- 1944-1972 : Jules Milhau    ****
- 1972-1995 : Didier-Léon Douarche
- 1995-en cours : Gérard Baro (PS) - Agriculteur retraité

```
*    Maire provisoire
**   Maire Démissionnaire
***  Maire Délégué
**** Président de la délégation spéciale. Élu Maire en 1945
```

## Économie

### Revenus
En 2018, la commune compte 280 ménages fiscaux, regroupant 580 personnes. La médiane du revenu disponible par unité de consommation est de 17 820 € (20 330 € dans le département).

### Emploi
|                | 2008   | 2013   | 2018   |
| -------------- | ------ | ------ | ------ |
| Commune        | 9,3 %  | 11,3 % | 11,8 % |
| Département    | 10,1 % | 11,9 % | 12 %   |
| France entière | 8,3 %  | 10 %   | 10 %   |

En 2018, la population âgée de 15 à 64 ans s'élève à 338 personnes, parmi lesquelles on compte 76,9 % d'actifs (65,1 % ayant un emploi et 11,8 % de chômeurs) et 23,1 % d'inactifs,. Depuis 2008, le taux de chômage communal (au sens du recensement) des 15-64 ans est inférieur à celui du département, mais supérieur à celui de la France.
La commune fait partie de la couronne de l'aire d'attraction de Béziers, du fait qu'au moins 15 % des actifs travaillent dans le pôle,. Elle compte 89 emplois en 2018, contre 91 en 2013 et 83 en 2008. Le nombre d'actifs ayant un emploi résidant dans la commune est de 227, soit un indicateur de concentration d'emploi de 39,3 % et un taux d'activité parmi les 15 ans ou plus de 50,8 %.
Sur ces 227 actifs de 15 ans ou plus ayant un emploi, 67 travaillent dans la commune, soit 30 % des habitants. Pour se rendre au travail, 88,8 % des habitants utilisent un véhicule personnel ou de fonction à quatre roues, 2,1 % les transports en commun, 5,2 % s'y rendent en deux-roues, à vélo ou à pied et 3,9 % n'ont pas besoin de transport (travail au domicile).

### Activités hors agriculture

#### Secteurs d'activités
46 établissements sont implantés  à Causses-et-Veyran au 31 décembre 2019. Le tableau ci-dessous en détaille le nombre par secteur d'activité et compare les ratios avec ceux du département,.
| Secteur d'activité                                                                                        | Commune | Commune | Département |
| Secteur d'activité                                                                                        | Nombre  | %       | %           |
| --- | ------- | ------- | ----------- |
| Ensemble                                                                                                  | 46      |         |             |
| Industrie manufacturière, industries extractives et autres                                                | 3       | 6,5 %   | (6,7 %)     |
| Construction                                                                                              | 10      | 21,7 %  | (14,1 %)    |
| Commerce de gros et de détail, transports, hébergement et restauration                                    | 15      | 32,6 %  | (28 %)      |
| Activités immobilières                                                                                    | 3       | 6,5 %   | (5,3 %)     |
| Activités spécialisées, scientifiques et techniques et activités de services administratifs et de soutien | 11      | 23,9 %  | (17,1 %)    |
| Administration publique, enseignement, santé humaine et action sociale                                    | 2       | 4,3 %   | (14,2 %)    |
| Autres activités de services                                                                              | 2       | 4,3 %   | (8,1 %)     |

Le secteur du commerce de gros et de détail, des transports, de l'hébergement et de la restauration est prépondérant sur la commune puisqu'il représente 32,6 % du nombre total d'établissements de la commune (15 sur les 46 entreprises implantées  à Causses-et-Veyran), contre 28 % au niveau départemental.

#### Entreprises et commerces
Les deux entreprises ayant leur siège social sur le territoire communal qui génèrent le plus de chiffre d'affaires en 2020 sont : 
- Tunez Elec, travaux d'installation électrique dans tous locaux (118 k€)
- Les Monts De Saisnt-Sever, commerce de détail de fleurs, plantes, graines, engrais, animaux de compagnie et aliments pour ces animaux en magasin spécialisé (22 k€)

### Agriculture
La commune est dans le « Soubergues », une petite région agricole occupant le nord-est du département de l'Hérault. En 2020, l'orientation technico-économique de l'agriculture  sur la commune est la viticulture.
|               | 1988 | 2000 | 2010 | 2020 |
| ------------- | ---- | ---- | ---- | ---- |
| Exploitations | 82   | 52   | 27   | 24   |
| SAU (ha)      | 671  | 612  | 496  | 470  |

Le nombre d'exploitations agricoles en activité et ayant leur siège dans la commune est passé de 82 lors du recensement agricole de 1988  à 52 en 2000 puis à 27 en 2010 et enfin à 24 en 2020, soit une baisse de 71 % en 32 ans. Le même mouvement est observé à l'échelle du département qui a perdu pendant cette période 67 % de ses exploitations,. La surface agricole utilisée sur la commune a également diminué, passant de 671 ha en 1988 à 470 ha en 2020. Parallèlement la surface agricole utilisée moyenne par exploitation a augmenté, passant de 8 à 20 ha.

## Culture locale et patrimoine

### Patrimoine religieux

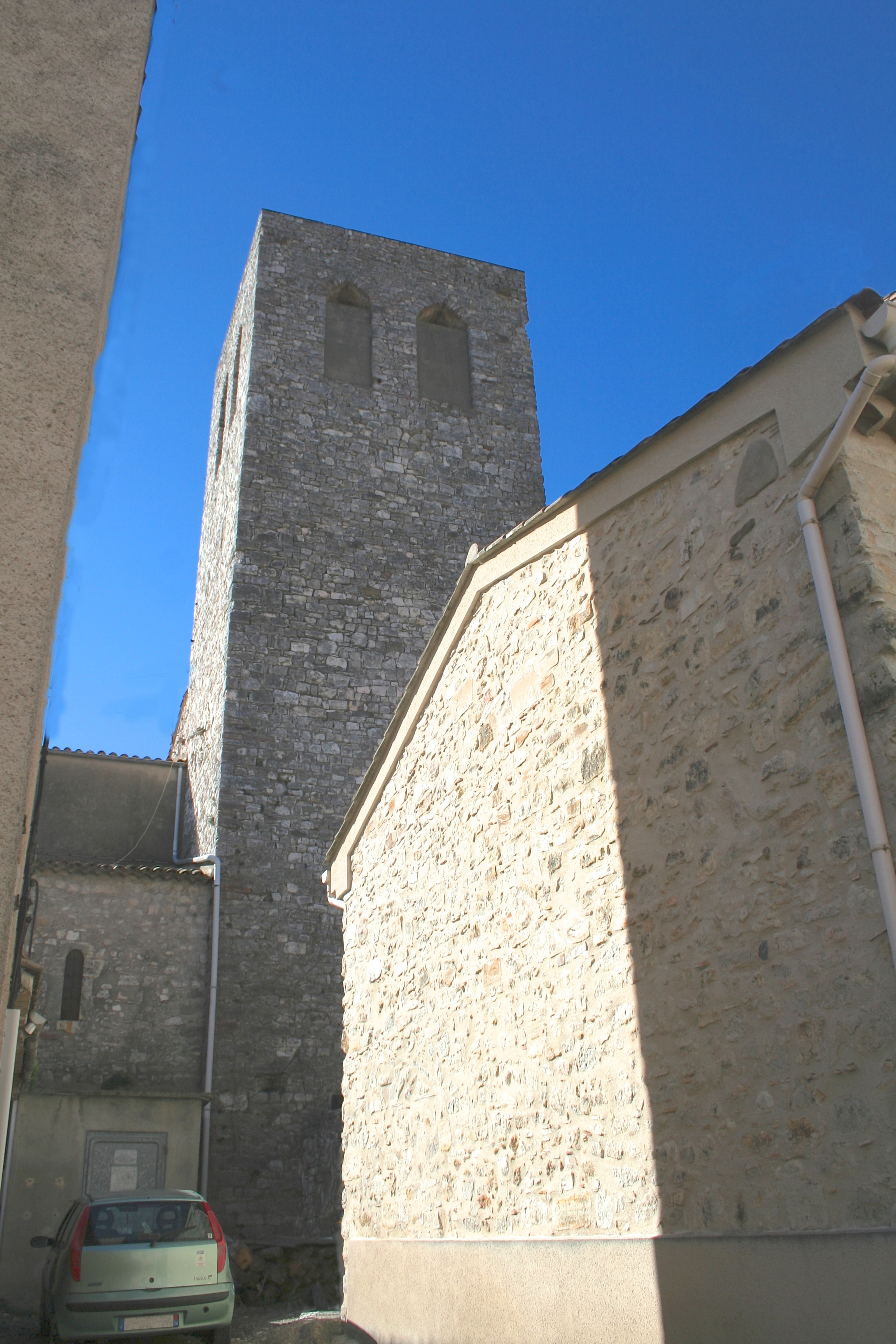
Clocher

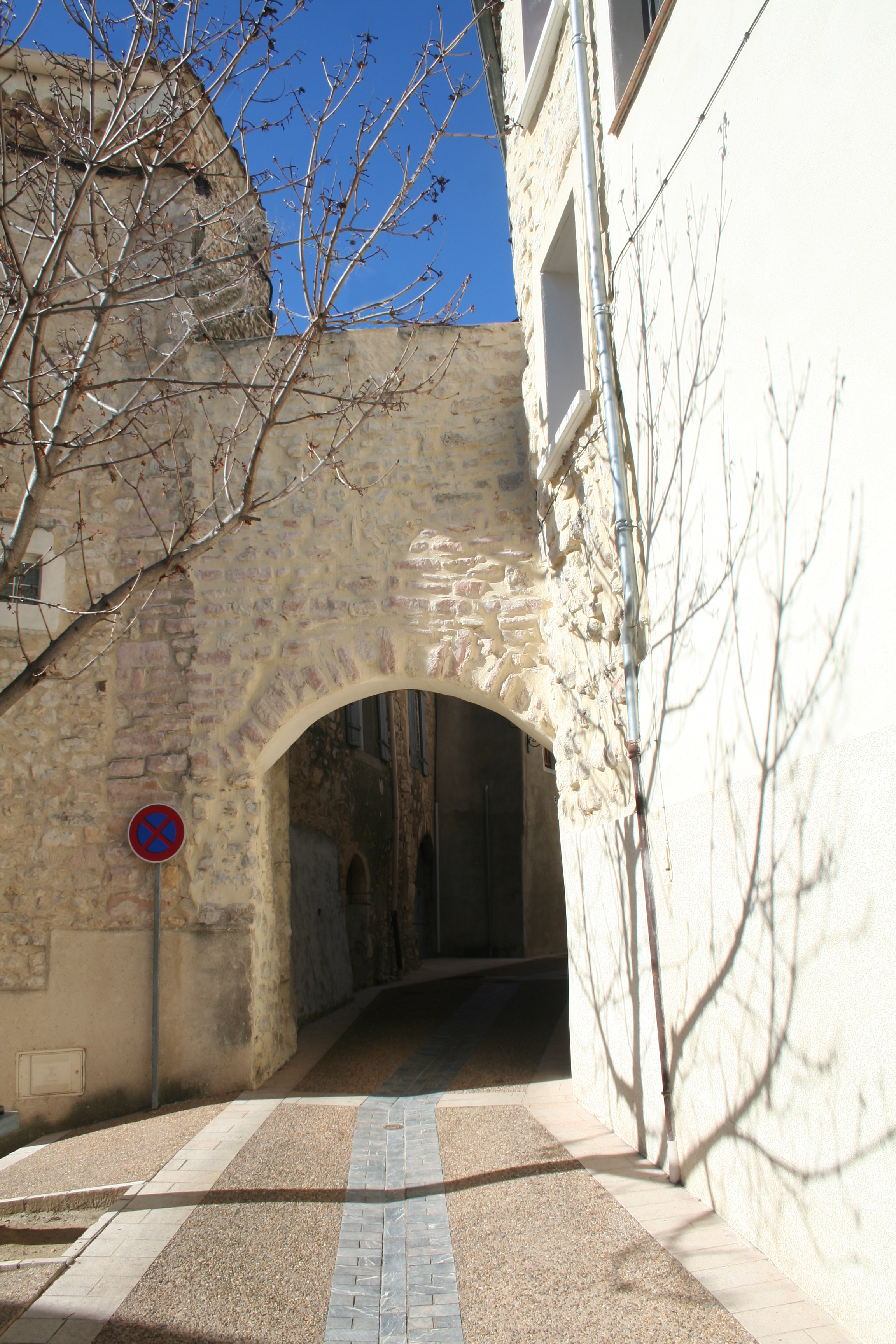
Porte de la Pompe Neuve

À part du vignoble de Saint-Chinian, on trouve une église romane, et, dans le hameau de Veyran, une chapelle nommée Saint-Sever, caractérisée par des piliers-tours.
- Église Notre-Dame-de-la-Purification

L’église paroissiale de Causses est une ancienne chapelle castrale. Ce qui explique peut-être qu’elle soit entourée d’habitations. Par le grenier de l’une d’elles, on accède à un ancien chemin de ronde.
Le chœur et l’abside semi-circulaire de l’église datent de la fin du Xe siècle-début XIe siècle. La chapelle latérale à droite du chœur est du XVe siècle, voûtée d’ogives à culots historiés (les quatre évangélistes). Au sud, une autre chapelle avec une voûte à liernes du XVe siècle est très belle. Ces deux chapelles furent restaurées en 1977.
Le maître-autel dont le pied est fait de pierres taillées dans des supports de foudre et la table d’une pierre tombale, dressé au milieu de l’abside a été consacré en 1968 par l’évêque de Montpellier.
L’escalier à vis qui permet d’accéder au clocher (ancienne tour de défense dominant la plaine vers Béziers) est également du XVe siècle. Une des cloches, la Julie-Marie-Caussette, date de 1667. Elle s'est fêlée lors des sonneries à l’occasion de l’armistice de 1918). La nef romane a été remaniée au XVe siècle et possède deux travées.
Une statue de saint Clair qui tient une livre ouvert à la page des Dix Commandements, écrits en hébreu.
- Prieuré Saint-Sever

On peut voir aujourd’hui au hameau de Veyran un prieuré, exemple du premier art roman, dit « lombard ». Il se caractérise ici par l’opulence de son abside. Le mur absidal, en effet, raidi par de petits contreforts, appelés lésènes, est percé par une seule fenêtre à lumière très étroite. L’abside semi-circulaire est ornée de bandes lombardes et de cordons de lave (basalte noir). La nef est charpentée. Vraisemblablement construit au XIe siècle, la plus ancienne trace écrite que nous ayons conservé de ce prieuré date de 1156. Néanmoins, on trouve dès 922 la mention d’un « Molinus de Avairano » moulin de Veyran.
Ce prieuré releva de l'abbaye de Cassan jusqu’à la Révolution.
Le prieuré Saint-Sever est aujourd’hui un caveau de dégustation appartenant au mas Gabinèle.

### Patrimoine civil
Les tours romaines, dont soixante sept mètres séparent ces piliers de grosseurs différentes (6,75 m de circonférence pour l'une, 7,42 m pour l'autre). Construites en pierres calcaires et enfouies de près de deux mètres dans le sol, ces tours s'élèvent à cinq mètres au-dessus du sol. Les deux piles ont été inscrites monument historique le 30 juillet 1963.

### Héraldique
|  | Les armoiries de Causses-et-Veyran se blasonnent ainsi : De vair au pairle losangé d'or et de sinople. |

### Personnalités liées à la commune
Quelques personnalités marquantes ont vu le jour à Causses-et-Veyran, parmi lesquelles l'Abbé André Cabrol, linguiste, auteur avec F. Hamlin des Noms de lieux du département de l'Hérault (1983), du père Jacques Vanière et de l'économiste Jules Milhau, sans oublier le germaniste Gilbert Badia (1916-2004).